# Juan Gobbi
Juan Gobbi, né le 17 novembre 2005 à Sydney en Australie, est un footballeur international samoan. Il joue au poste d'ailier gauche.

## Biographie

### Jeunesse et formation
Il joue aux Mounties Wanderers avant de parfaire sa formation à Sydney Olympic.

### En équipe nationale
Il joue le Championnat d'Océanie des moins de 19 ans 2022. Il joue sa première rencontre contre la Nouvelle-Calédonie. Remplaçant, sa sélection perd 0-4. Le parcours des Samoa s’arrête en quarts de finale. Il participe à l'édition suivante, à domicile, en 2024.
Avec les Samoa olympique, il participe au Tournoi pré-olympique de l'OFC 2023. Lors de ce tournoi, il fait ses débuts contre les Tonga. Titulaire, sa sélection gagne 3-0,,. Avec une victoire et deux défaites en phase de groupes, les Samoa ne passent pas l'écueil du premier tour. Ces résultats sont synonymes de non-qualification pour les Jeux olympiques de 2024.
En juin 2024, il figure dans la liste des 23 joueurs samoans retenus par Ryan Stewart pour participer à la Coupe d'Océanie 2024,,. Quelques jours plus tard, lors de cette compétition, il fait ses débuts contre Tahiti. Remplaçant lors de cette rencontre, il entre au jeu à la 59e à la place de Luke Salisbury. Sa sélection s'incline 2-0,.